# レーロース
レーロース（ノルウェー語で Røros）は、1838年1月1日に設立された自治体である。1926年に4つの自治体に分割されたが、1964年1月1日、再び4つの自治体が合併し現在に至っている。ソール・トロンデラーグ県に所属している。

## 由来
レーロースの名前の由来は、レーロースという農場の名前にちなむ。町は、その農場の上に建設された。レーとは河川の名前であり、ロースは、河口という意味であるが、レーの由来はよく分かっていない。

## 歴史
ノルウェーでは、レーロース（銅）とコングスベルグ（銀）が重要な鉱山都市として17世紀から発達してきた。スコーネ戦争が勃発した1678年から1679年の間には、スウェーデン軍の攻撃を受け、一旦、廃墟となったことがある。
大北方戦争が展開された1718年、レーロースは、再び、スウェーデン軍の占領を受けた。スウェーデンは、レーロースにおいて、銅の生産を実施、産出された銅は、戦争に用いられた。しかし、1718年11月30日、カール12世がフレッドリクステン (en:Fredriksten) で暗殺されるとスウェーデン軍はレーロースから撤退した。この撤退のときに、悲劇は起きた。撤退の準備が不十分であったスウェーデン軍は厳しい天候のために、レーロース北東の山中で命を失った。その数は3,000人以上である。
レーロースの名前が再び有名になったのは、ヨハン・ファルクベルゲト (en:Johan Falkberget) が、社会階層の最下級にいる鉱夫の視点から、鉱山における生活を描いたことにある。
17世紀から残る木造建築が評価され、1980年にユネスコの世界遺産に登録された。

## 地理
レーロースは海抜 630 m の高原に位置する。また、シラカバやマツといった木々を見受けることができる。
レーロース北部には、ノルウェーで3番目に大きい湖がある。レーロースにある湖沼群は、カヤックや釣りをするのに十分に適している。

## 気候
レーロースの気候はやや大陸性の気候である。降雨量に関しては年間を通して約 500 mm であり、2月から3月にかけては乾燥する。1月の平均気温は、-11.2 ℃ であるが、レーロース南部のフィンマルクでは1914年に -50.4 ℃ を記録したことがある。冬は冷涼かつ乾燥しているため、スキーを行うには最適であり、2月から4月がスキーシーズンである。
夏は日較差が大きく、6月の1日の平均気温は、11.4 ℃ であるが、昼間は暖かいが、夜になると空気は冷気を帯びることもある。

## 文化
レーロースマルトナンと呼ばれる伝統的な市場が冬の間、開催される。毎年、6万 - 7万人の観光客がレーロースを訪れる。この市場は、2月の最終火曜日に始まり、5日間続く。また、レーロースでは1994年から、大北方戦争時のスウェーデン軍撤退の悲劇をモチーフにした野外芸術祭が開催されている。

## 交通
レーロースは、首都オスロからレーロース鉄道とレーロース空港で結ばれている。また、道路では、南のティンセット、北西のトロンハイムと結ばれており、また、東に行く道路ではスウェーデンに入ることも可能である。

## 世界遺産
この世界遺産は世界遺産登録基準のうち、以下の条件を満たし、登録された（以下の基準は世界遺産センター公表の登録基準からの翻訳、引用である）。
- (3) 現存するまたは消滅した文化的伝統または文明の、唯一のまたは少なくとも稀な証拠。
- (4) 人類の歴史上重要な時代を例証する建築様式、建築物群、技術の集積または景観の優れた例。
- (5) ある文化（または複数の文化）を代表する伝統的集落、あるいは陸上ないし海上利用の際立った例。もしくは特に不可逆的な変化の中で存続が危ぶまれている人と環境の関わりあいの際立った例。